# Damien Bomboir
Damien Bomboir (10 juli 1984) is een Belgisch voormalig judoka.

## Levensloop
Bomboir kwam uit in de gewichtsklasse -60 kg. In 2005 werd hij in deze gewichtsklasse Belgisch kampioen.
In 2022 werd hij aangesteld als sportief coördinator van Judo Wallonie-Bruxelles.

## Palmares
Toernooien waar Bomboir het podium haalde:
2002
- - Belgisch Kampioenschap Herentals U20 (10 februari 2002)
- - International toernooi U20 Ben Mesters Geleen (18 mei 2002)

2003
- - Belgisch Kampioenschap U20 Herentals (16 februari 2003)
- - Belgisch kampioenschap Charleroi (9 maart 2003)
- - A-Toernooi Portugees Open U20  Coimbra (14 april 2003)
- - Trofeo Tarcento (5 juli 2003)

2004
- - Belgisch kampioenschap (21 november 2004)

2005
- - International toernooi Laval (12 februari 2005)
- - B-toernooi Celje (23 april 2005)
- - Belgisch kampioenschap Charleroi (6 november 2005)

2006
- - Wereldbeker-manche Borås (25 maart 2006)
- - International Toernooi Gdańsk (6 augustus 2006)

2007
- - Britse Open Londen (27 januari 2007)
- - International Toernooi  Besançon (7 oktober 2007)
- - Belgisch kampioenschap  Hasselt (3 november 2007)

2008
- - Open Belgisch Kampioenschappen  Wezet (2 februari 2008)
- - World Cup  Madrid (7 juni 2008)
- - Super World Cup Nederlandse OpenRotterdam (27 september 2008)
- - Belgisch kampioenschap Herstal (8 november 2008)

2009
- - Grand Prix Tunis (9 mei 2009)